# 知取町

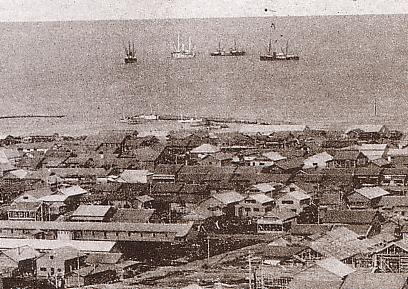
街景

知取町（日语：／ Shirutoru machi */?）是日本統治下的樺太廳的已不存在的一町。現在是俄羅斯的馬卡羅夫。
名稱來自阿伊努語的「sir-ut-or」（土地旁邊的地方）或「sir-ut-or-nay」（土地旁邊的河流）。